# Holoaerenica alveolata
Holoaerenica alveolata är en skalbaggsart som beskrevs av Martins 1984. Holoaerenica alveolata ingår i släktet Holoaerenica och familjen långhorningar. Inga underarter finns listade i Catalogue of Life.